# OPPO

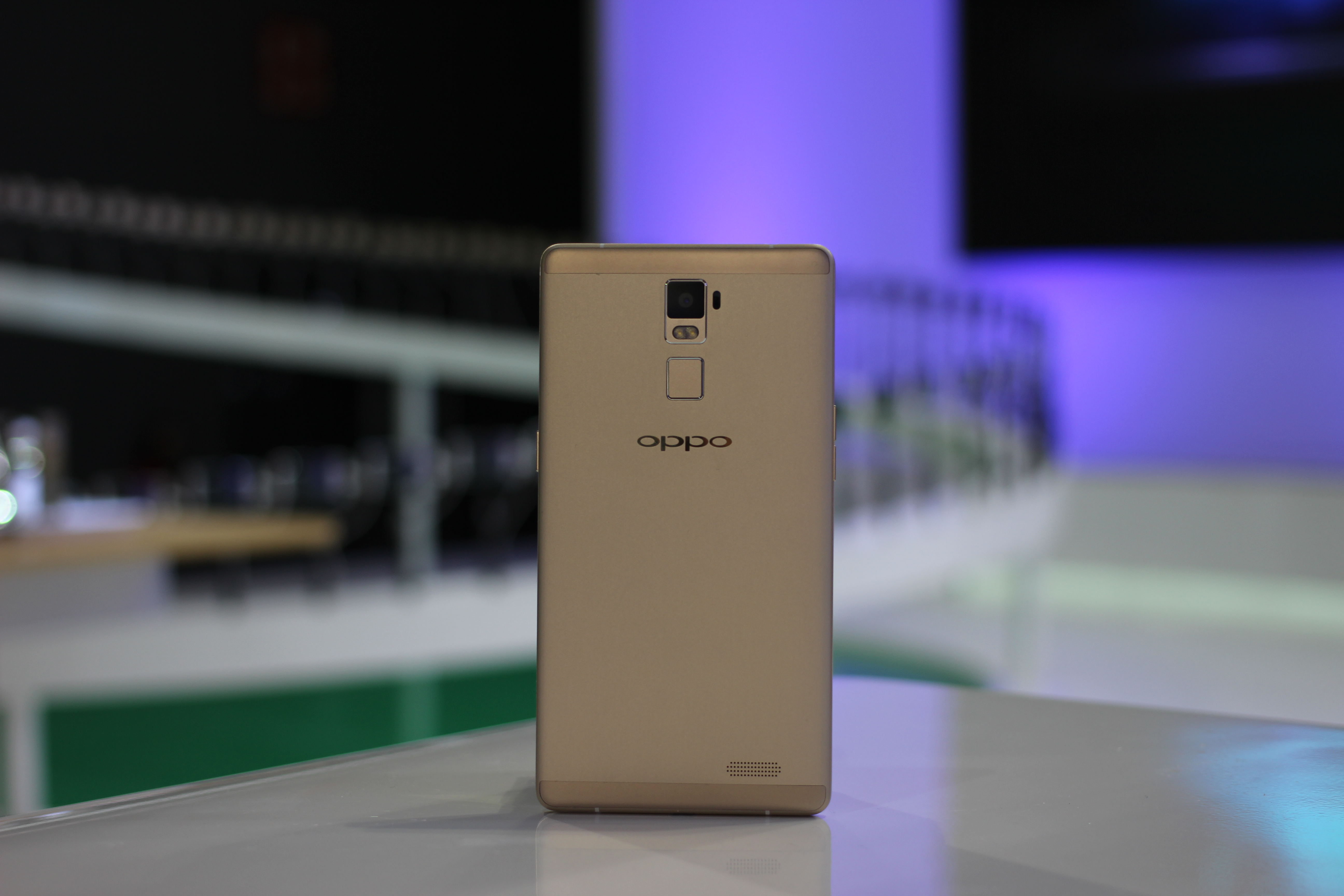
OPPO R7 Plus

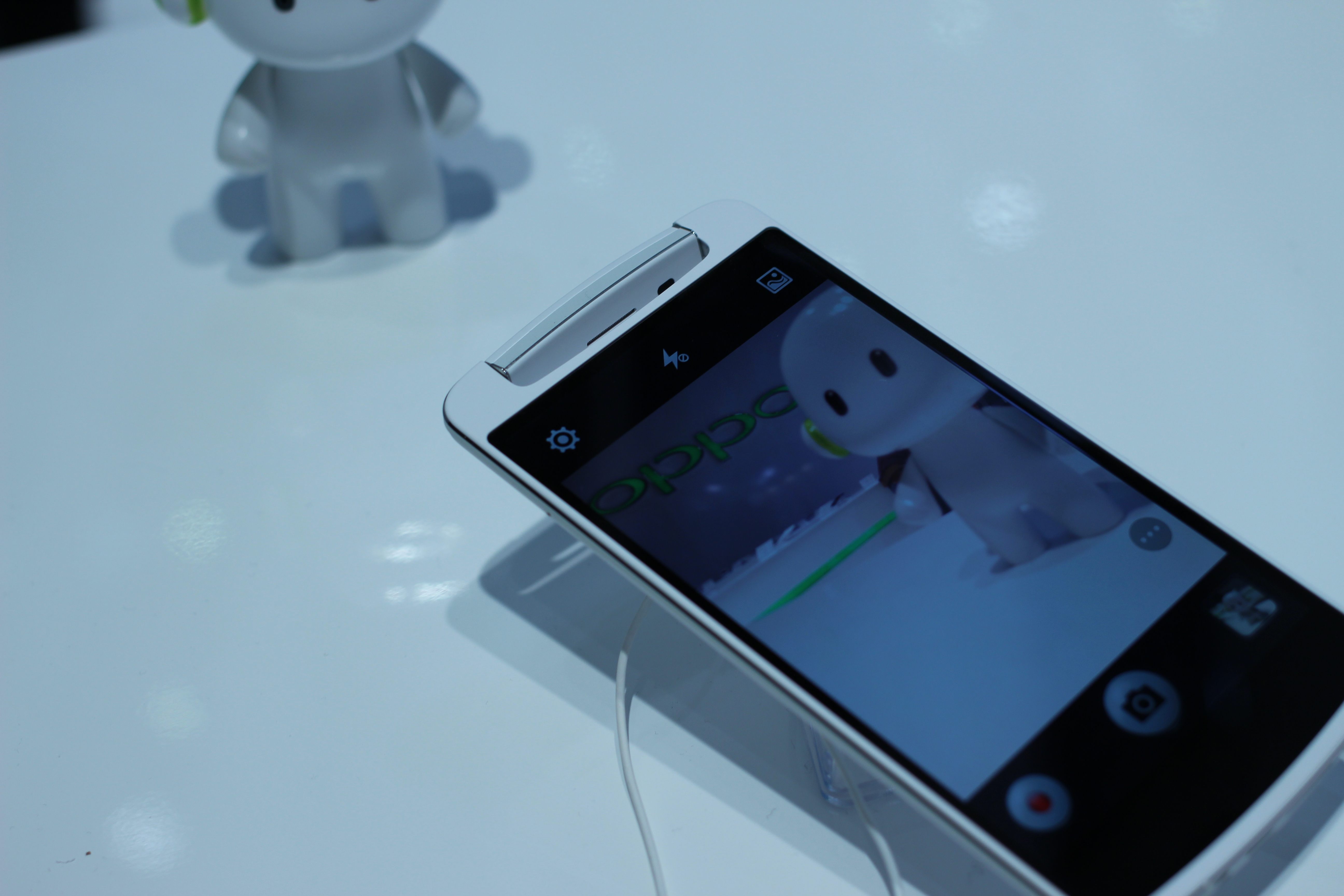
OPPO N1

OPPO广东移动通信有限公司，品牌名称的標識是小寫的oppo，是中國大陸电子设备及智能终端制造公司，总部位于广东省东莞市，成立初期以生产MP3、MP4、DVD等影音播放设备为主，后进军手机市场，推出以快速充电及影像处理为主要卖点的拍照智能手机。現名列中國大陸四大一線手機製造商（華為、OPPO、vivo、小米）。
OPPO现为自身成立控股企业广东欧加控股有限公司的子公司。

## 发展历程
2004年，OPPO（中国）公司正式成立，開展在中國大陸的事業，主業為制作专业高清DVD播放机、MP3播放器、MP4播放器等类型数码视听产品。
面對影音播放器市場的萎縮，在經歷過轉型生產液晶電視的失敗嘗試後，OPPO開始涉足手機市場，2008年5月，OPPO發佈首款手機A103，手機背面通過攝像頭、自拍鏡、外置揚聲器以笑臉圖案組合為一起，被稱為“笑臉手機”，上市即創下過百萬台的銷售記錄。其後推出的A100手機創下單機銷售500万台的記錄。2008年8月，建立面向學生群體的分品牌OPPO Real。2009年，OPPO手機業務開始進軍海外市場，並推出面向年輕女性群體的分品牌OPPO Ulike。
2011年8月，OPPO推出第三個分品牌——面對高端商務市場的Find，並同時推出搭載安卓平台的首款智能手機Find X903手机，邀請國際明星李奧納多擔任形象代言人，因为产品方案选型过程的曲折以及团队在智能机研发方面的经验欠缺，X903的上市时间推迟了近一年，配置已稍顯落後，手機本身採用厚重的雙層劃蓋式設計，連陳明永本人也不甚滿意，最終市場遇冷，銷量並不如預期理想。
經此一役，OPPO調整思路，一方面在技術上繼續探索，2012年6月，OPPO發布號稱全球最薄、厚度僅為6.65毫米的智能手機OPPO Finder。2012年12月，OPPO發布全國首款1080p分辨率的智能手機OPPO Find 5。另一方面細分消費者群體，為特定用戶設計機型，2012年底，受卡西歐自拍神器啓發，推出主打自拍功能的手機Ulike2。
2013年4月，OPPO推出基於Android的定制系統ColorOS。
2013年9月，OPPO發布智能手機OPPO N1。
2013年12月，OPPO發布智能手機OPPO R1
2014年3月，OPPO發布智能手機OPPO Find 7。
2014年6月，OPPO發布智能手機OPPO N1 Mini和OPPO R1L。
2014年9月，OPPO發布智能手機OPPO R3
2014年10月，OPPO發布智能手機OPPO N3和OPPO R5。
2015年5月，OPPO發布智能手機OPPO R7和OPPO R7 Plus。
2015年10月，OPPO發布智能手機OPPO R7s。
2016年2月，OPPO於MWC中发布所谓的SuperVOOC超級閃充。2016年3月，OPPO舉行春季新品發布會，發布智慧型手機OPPO R9和OPPO R9 Plus。2016年10月19日，於上海正式發表發布智慧型手機OPPO R9s和OPPO R9s Plus。憑藉明星級單品R9系列，OPPO一躍邁入中國手機行業一線陣營。
2017年2月，OPPO於MWC中發表5X相機技術。
2017年3月，OPPO於印度等海外市場發布OPPO F3、OPPO F3 Plus。
2017年6月，OPPO發布智慧型手機OPPO R11、OPPO R11 Plus。
2017年10月，OPPO發布智慧型手機OPPO F5、OPPO F5 Youth。
2017年11月2日，OPPO R11s及OPPO R11s Plus發布，在12月上市
2018年3月，OPPO發布智慧型手機OPPO R15、OPPO R15 Pro。
2018年6月，OPPO宣布Find系列回歸，推出Find系列新機OPPO Find X，稱為「未來旗艦」。
2018年8月，OPPO發布智慧型手機OPPO R17、OPPO R17 Pro。
2019年4月10日，OPPO在上海舉辦發佈全新手機系列OPPO Reno，以取代過往最暢銷的R系列。
2019年9月，OPPO發布智慧型手機OPPO Reno2。
2019年12月26日，OPPO發布5G智慧型手機OPPO Reno3。
2020年2月，OPPO发布两部智能手机，分别是OPPO A31和OPPO A91。2020年，以OPPO为代表的步步高系宣布介入自主研发芯片。
2022年2月，OPPO發表旗下新型智能手機OPPO Find X5系列將會採用與哈蘇相機技術的鏡頭設計，藉此提升相機拍攝體驗。
2023年5月12日，OPPO宣布解散自研芯片团队哲库科技（ZEKU），停止自研芯片系列“马里亚纳”的后续研发，约3000人将受此影响。

## 手機產品列表

### Find系列
Find系列為OPPO的雙旗艦系列之一，“旗艦級”的規格著稱。從2011年发布的首支手機Find me開始，共出了Find me、Finder、Find 5、Find 7五款手機。
2018年6月1日，OPPO宣佈Find系列新機Find X，稱為“未來旗艦”。
受疫情影响，OPPO在2020年3月6日以线上发布会的形式发布两款新机Find X2和Find X2 pro。
2021年3月11日，OPPO在中國大陸正式發布二款全新旗艦機種Find X3和Find X3 Pro。12月發佈折疊手機Find N。
2022年2月24日晚19:00，OPPO于中国大陆召开新品发布会正式发布 Find X5和Find X5 Pro。
2023年3月21日发布Find X6和Find X6 Pro。2024年1月8日发布Find X7和Find X7 Ultra（卫星通信版计划同年3月发布）。
2024年10月24日,OPPO在中國大陸召開OPPO Find X8發表會，並於2024年10月30日上市。

### N系列
以相機由可旋轉200度以上的旋轉鏡頭著称的系列。從2013年发布的首支手機N1開始，共出了N1、N1 mini、N3三款手機。N3之後均暫無再推出續作。

### R系列
R系列為OPPO的中高端手機系列，採用金屬機身設計。從2013年到2018年期間為OPPO的主力機型系列。R系列搭配了中端處理器，并于OPPO R5之後搭配VOOC閃充技術。2019年後，OPPO轉用Find系列和Reno系列作為OPPO的主要機型系列，便宣佈R系列不再更新。
R系列的銷售量自R9開始增長。，成長幅度與2015年相比達109%。
R9s於2016年10月19日在上海发布。，更在機種銷售排行榜上首度擠進前三名。
2017年6月12日，R11发布。
2017年11月2日，R11s及R11s Plus發佈，在12月上市。
2018年1月31日，OPPO宣佈以用戶簽約的任何手機運營商都能使用的“無鎖版”形式在日本開始銷售。該機型有三種顏色，售價為57,980日圓（約合人民幣3349元）。
2018年3月19日，OPPO发布R15系列手机，外观跟随苹果手机的“瀏海”风格。
2018年8月23日，OPPO正式发布R17系列手机，采用全新“水滴屏”屏幕设计。R17 Pro更是采用了后置三摄像头，其中一枚摄像头搭载TOF （页面存档备份，存于）3D立体摄像头，主摄像头则采用可变动光圈，用于提升夜间拍摄。R17 Pro也配备了SuperVOOC超级闪充，10分钟可充至40%。
| 型号                   | 发布时间   | 首发最低售价（人民币）                                    | 系统芯片型号                            |
| ---------------------- | ---------- | --------------------------------------------------------- | --------------------------------------- |
| R1                     | 2013年12月 | 2498元                                                    | 联发科MT6582                            |
| R1s                    | 2014年4月  | 2498元                                                    | 高通骁龙400                             |
| R3                     | 2014年6月  | 2299元                                                    | 高通骁龙400                             |
| R5                     | 2015年3月  | 2999元                                                    | 高通骁龙615                             |
| R5s                    | 2015年8月  | 海外首发，官网价199欧元                                   | 高通骁龙615                             |
| R7 / R7 Plus           | 2015年5月  | 2499元/2999元                                             | 高通骁龙615                             |
| R7s                    | 2015年10月 | 2599元                                                    | 高通骁龙615                             |
| R9 / R9 Plus           | 2016年3月  | 2499元/3299元                                             | 联发科MT6755(Helio P10)/高通骁龙652     |
| R9s / R9s Plus         | 2016年10月 | 2799元/3499元                                             | 高通骁龙625/高通骁龙653                 |
| R11 / R11 Plus         | 2017年6月  | 2999元/3699元                                             | 高通骁龙660                             |
| R11s / R11s Plus       | 2017年11月 | 2999元/3699元                                             | 高通骁龙660                             |
| R15 / R15 Pro(梦镜版） | 2018年4月  | 2999元/3299元                                             | 联发科MT6771(Helio P60)/高通骁龙660 AIE |
| R17 / R17 Pro          | 2018年8月  | R17: 3199元(6GB+128GB), 3499元(8GB+128GB) R17 Pro: 4299元 | 高通骁龙670/高通骁龙710                 |

### F系列（國際）
F系列為OPPO的中端手機系列，以前置相機自拍美顏為主要特色。從2015年發表的首支手機開始，共有F1、F1s、F1 Plus、F3、F3 Plus、F5、F5 Youth、F7 、F7 Youth 、F9（F9 Pro）、F11 、F11 Pro和F15。
值得注意的是，R9與F1 Plus為同款手機，僅因區分各國市場而在不同國家而有不同稱呼。為了全球命名統一化及市場區隔，F系列自F3開始，均只有在越南、泰國、菲律賓等國家販售。未來在中國大陸、台灣、新加坡、澳洲和紐西蘭市場都不會有F系列之手機，取而代之的是A系列。

### A系列
A系列為OPPO的中低端手機系列，以前置相機自拍美顏及獨立三卡槽著稱。
| 名稱            | 售價                                         | 晶片型号                    | 備註                                                                                                |
| --------------- | -------------------------------------------- | --------------------------- | --------------------------------------------------------------------------------------------------- |
| A39             | NT$7,490                                     | 聯發科MT6750                | 2016年11月發表是台灣首支A系列手机                                                                   |
| A57             | NT$7,990                                     | 高通驍龍435                 | 發表於2017年4月                                                                                     |
| A71             | 未在台灣銷售                                 | 聯發科MT6750                | 發表於2017年                                                                                        |
| A77             | NT$10,990                                    | 聯發科MT6750T               | 發表於2017年5月                                                                                     |
| A79             | 未在台灣銷售                                 | 聯發科MT6763T (Helio P23)   | 僅在中國大陸銷售                                                                                    |
| A75 / A75s      | A75: NT$10,990 A75s: NT$11,990               | 聯發科MT6763T (Helio P23)   | 海外市場均命名為OPPO F5 (除了台灣，新加坡，澳洲和紐西蘭市場)                                        |
| A73             | NT$7,990                                     | 聯發科MT6763T (Helio P23)   | 海外市場均命名為OPPO F5 Youth (除了台灣，新加坡，澳洲和紐西蘭市場)                                  |
| A71k (A71 2018) | 未在台灣銷售                                 | 高通驍龍450                 | 發表於2018年                                                                                        |
| A83             | 未在台灣銷售                                 | 聯發科MT6763T (Helio P23)   | 發表於2017年; 銷售於中國大陸，印度等市場                                                            |
| A83 (2018)      | 未在台灣銷售                                 | 聯發科MT6763T (Helio P23)   | 發表於2018年；銷售於中國大陸，印度，泰國等市場；中國大陸市場命名為OPPO A1                           |
| A3              | NT$10,990                                    | 聯發科MT6771 (Helio P60)    | 發表於2018年                                                                                        |
| A73s            | NT$8,990                                     | 聯發科MT6771 (Helio P60)    | 發表於2018年; 印度市場命名為Realme 1                                                                |
| AX5/A5/A3s      | NT$7,990                                     | 高通驍龍450                 | 發表於2018年; 中國大陸市場命名為OPPO A5，东南亚地区命名为OPPO A3s，台湾市场命名为OPPO AX5           |
| AX7/A7          | NT$8,990                                     | 高通驍龍450                 | 發表於2018年; 中國大陸市場命名為OPPO A7                                                             |
| A7x             | 未在台灣銷售                                 | 聯發科MT6771 (Helio P60)    | 發表於2018年                                                                                        |
| AX7 Pro         | NT$11,990                                    | 高通驍龍660 AIE             | 發表於2018年                                                                                        |
| A9              | 未在台灣銷售                                 | 聯發科 MT6771V（Helio P70） | 發表於2019年                                                                                        |
| A9x             | 未在台灣銷售                                 | 聯發科MT6771V (Helio P70)   | 發表於2019年                                                                                        |
| A5 (2020)       | NT$8,490                                     | 高通驍龍665                 | 發表於2019年                                                                                        |
| A9 (2020)       | 4GB + 128GB: NT$9,490 8GB + 128GB: NT$10,490 | 高通驍龍665                 | 發表於2019年; 中國大陸市場命名為OPPO A11                                                            |
| OPPO A31        | 4+128GB: NT$5990                             | 聯發科P35                   | 發布於2020年2月                                                                                     |
| OPPO A91        | 8+128GB: NT 9990                             | 聯發科P70                   | 發布於2020年2月                                                                                     |
| OPPO A52        |                                              | 高通驍龍665                 | 發布於2020年4月21日；台灣市場命名為OPPO A72，國際市場稱為OPPO A92，台灣售價為8990元(4+128GB)        |
| OPPO A92s       |                                              | 聯發科天璣800               | 發布於2020年4月21日，台灣市場稱為OPPO Reno 4Z也是首款在台第一款天璣手機，台灣售價為12900元(8+128GB) |
| OPPO A72        |                                              | 聯發科天璣720               | 發布於2020年7月27日，台灣市場稱為OPPO A73 5G，也是在台灣最便宜的5G手機，售價為9900元(8+128GB)       |
| OPPO A55        |                                              | 聯發科天璣700（MT6833）     | 發布於2021年                                                                                        |
| OPPO A57 5G     |                                              | 聯發科天璣810（MT6833P）    | 發布於2022年                                                                                        |

### K系列
主打性價比的手機，各方面都不遜於其他系列的手機。
2018年10月10日，於中國正式發表全新螢幕指紋手機 OPPO K1(海外市場命名為OPPO AX7 pro) 。
2019年5月，於中國大陸正式發表K系列機種 OPPO K3。
2019年10月，於中國大陸正式發表K系列機種 OPPO K5。
2020年8月，於中國發表K系列首款5G機種 OPPO K7。
2021年5月6日，OPPO发布OPPO K9手機和智能電視。
2021年10月20日，OPPO K9s 5G發佈。
2022年4月24日，OPPO K10 Pro正式发布，該機採用三星5nm製成的高通驍龍888處理器。

### Reno系列
2019年4月10日，OPPO在上海發布Reno系列手機。
| 名稱            | 發佈時間       | CPU芯片型號                    | 備註 |
| --------------- | -------------- | ------------------------------ | --- |
| Reno            | 2019年4月      | 高通 驍龍710                   | 主打首創側旋升降前置鏡頭結構 |
| Reno 10倍變焦版 | 2019年4月      | 高通 驍龍855                   | 主打10倍混合變焦技術，可支援高達60倍數碼變焦及5倍無損光學變焦                                                                                            |
| Reno 5G版       | 2019年5月      | 高通 驍龍855                   | OPPO旗下首款5G手機，僅在特定市場出售 |
| Reno Z          | 2019年6月      | 聯發科 MT6779 (Helio P90)      | Reno輕裝系列 |
| Reno2           | 2019年9月      | 高通 驍龍730G                  | 主打超廣角48MP後置四鏡頭，5倍混合变焦及側旋升降前置鏡頭                                                                                                  |
| Reno2 Z         | 2019年9月      | 聯發科 MT6779 (Helio P90)      | 主打超廣角48MP後置四鏡頭及彈出式升降前置鏡頭，僅在特定市場出售                                                                                           |
| Reno2 F         | 2019年10月     | 聯發科 MT6771V（Helio P70）    | 主打超廣角48MP後置四鏡頭及彈出式升降前置鏡頭，僅在特定市場出售                                                                                           |
| Reno A          | 2019年10月     | 高通 驍龍710                   | OPPO專為日本市場定製手機系列，主打NFC功能和IP67防塵防水                                                                                                  |
| Reno Ace        | 2019年10月     | 高通 驍龍855+                  | 超級玩家手機系列，主打65W超級閃充以及定制90Hz三星AMOLED熒幕；僅在中國大陸出售                                                                            |
| Reno3 (5G)      | 2019年12月     | 聯發科 天璣1000L               | OPPO首部支援SA/NSA雙組5G網模式手機。後置為64MP四鏡頭組合，具備影片OIS超級雙防手震；支援VOOC 4.0閃充功能                                                  |
| Reno3 Pro (5G)  | 2019年12月     | 高通 驍龍765G                  | OPPO首部支援SA/NSA雙組5G網模式及AMOLED挖孔螢幕手機，前置為32MP。後置為48MP（SONY IMX586）超感光四鏡頭組合，具備影片OIS超級雙防手震；支援VOOC 4.0閃充功能 |
| Reno3 元氣版    | 2020年2月      | 高通 驍龍765                   | 5G手機，主打48MP四鏡頭及影片超級雙防手震，支援VOOC 4.0閃充功能；僅在中國大陸出售                                                                         |
| Reno3 Pro (4G)  | 2020年2月      | 聯發科 MT6779V/CV（Helio P95） | 採用44MP+2MP前置雙挖孔AMOLED螢幕。後置為64MP超感光四鏡頭組合，具備影片超級雙防手震；支援VOOC 4.0閃充功能                                                 |
| Reno3 (4G)      | 2020年3月      | 聯發科 MT6779（Helio P90）     | 採用44MP前置水滴AMOLED螢幕。後置為48MP超感光四鏡頭組合，具備影片超級雙防手震；支援VOOC 3.0閃充功能                                                       |
| Reno4 Pro 5G    | 2020年6月      | 高通 驍龍765G                  | 採用32MP前置打孔AMOLED螢幕。後置為超清激光對焦三攝；支援65W閃充功能                                                                                      |
| Reno4 5G        | 2020年6月      | 高通 驍龍765G                  | 采用32MP+2MP前置雙打孔AMOLED螢幕。後置三攝，具備超級夜景模式；支援65W閃充功能                                                                            |
| Reno 4z 5G      | 2020年9月      | 聯發科 天璣800                 | |
| Reno5 5G        | 2020年12月     | 高通 驍龍765G                  | |
| Reno5 Pro 5G    | 2020年12月     | 聯發科 天璣1000+               | |
| Reno5 Pro+ 5G   | 2020年12月     | 高通 驍龍865                   | 僅在中國上市 |
| Reno5 K 5G      | 2021年2月      | 高通 驍龍750G                  | |
| Reno 5z 5G      | 2021年4月      | 聯發科 天璣800U                | |
| Reno6 5G        | 2021年5月      | 聯發科 天璣900                 | |
| Reno6 Pro 5G    | 2021年5月      | 聯發科 天璣1200                | |
| Reno6 Pro+ 5G   | 2021年5月      | 高通 驍龍870                   | 特定市場命名為OPPO Reno6 Pro 5G |
| Reno7 5G        | 2021年11月26日 | 高通 驍龍778G                  | |
| Reno7 Pro 5G    | 2021年11月26日 | 聯發科 天璣1200-MAX            | |
| Reno7 SE 5G     | 2021年11月26日 | 聯發科 天璣900                 | |
| Reno8 5G        |                | 联发科 天玑1300                | |
| Reno8 Pro 5G    |                | 高通 骁龙7Gen1                 | |
| Reno8 Pro+ 5G   |                | 联发科 天玑8100                | |
| Reno8T 5G       |                | 高通 骁龙695                   | 印度特供机 |
| Reno9           |                | 高通 骁龙778G                  | |
| Reno9Pro        |                | 联发科 天玑8100Max             | |
| Reno9Pro+       |                | 高通 骁龙8+                    | |
| Reno10          |                | MediaTek Dimensity 7050        | |
| Reno10Pro       |                | Qualcomm® Snapdragon® 778G 5G  | |
| Reno10Pro+      |                | Qualcomm® Snapdragon® 8+ Gen 1 | |
| Reno11F         |                | MediaTek Dimensity 7050        | |
| Reno11          |                | MediaTek Dimensity 7050        | |
| Reno11Pro       |                | MediaTek Dimensity 8200        | |
| Reno12F         |                | MediaTek Dimensity 6300        | |
| Reno12          |                | MediaTek Dimensity 7300-Energy | |
| Reno12Pro       |                | MediaTek Dimensity 7300-Energy | |
| Reno13          |                | MediaTek Dimensity 8350        | |
| Reno13Pro       |                | MediaTek Dimensity 8350        | |

## 配件產品列表

### 穿戴系列
OPPO於2020年3月6日在中國國內市場推出其首款智能手錶OPPO Watch系列產品。第二年，他們又推出了OPPO Watch 2系列產品，然後在2022年推出了OPPO Watch 3 系列產品，然後在2024年推出了OPPO Watch 4 系列產品。2024年3月22日推出OPPO Watch X。

### VOOC閃電快充
VOOC（電壓開環多步恆流充電）是 OPPO 於 2014 年推出的專有快速充電方法。它在快速充電方法中是獨一無二的，因為利用其潛力所需的電纜和充電器都是專有的。截至2023年2月，VOOC的實施僅適用於與OPPO密切相關的品牌。部分 OPPO 設備支援 USB-PD 充電器，但並非所有的 USB-PD 設備都可以從 VOOC 充電器快速充電。
VOOC閃充需要定製的適配器和電池搭配下使用。 OPPO定製了專門的適配器、電池、數據線、電路、介面，並首次在適配器中加入MCU智能晶片; 這也就讓VOOC閃充使用的適配器成為首個可以升級的智慧充電器。 在此基礎上，OPPO深度研發了智慧全端式五級防護技術，安全無懈可擊。
截至 2022 年，VOOC / SuperVOOC 有幾種變體：
- VOOC 2.0 （2015），與 2014 年推出的第一個版本相同，工作電壓為 5V/4A。
- SuperVOOC （2016），VOOC 2.0 的繼任者，具有 10 V/5 A （50W）。它為兩節串聯電池充電。[21]它基於“低壓脈衝”充電，與定製電池配合使用。[22]
- VOOC 3.0 （2019），廣告比 VOOC 2.0 快 23.8%。[23]
- VOOC 4.0（2019 年 9 月）是 VOOC 3.0 的繼任者，工作電壓為 5 V/6 A （30W）。[24]它可以在 30 分鐘內為手機充電高達 67%。
- SuperVOOC 2.0 （2020），10V/6.5A。[25]
- SuperVOOC 2.0 （2022），11V/6-7.3A。對於使用110V電壓的地區，包括臺灣、北美和拉丁美洲，充電支持高達66W[26]。
- SuperVOOC （2022） 的 240W 版本。20V/12A。在 2022 年世界行動通訊大會上宣佈。[27]它被宣傳為能夠在9分鐘內為4,500mAh電池充電。[28]它由 Realme GT Neo5 實現，需要使用捆綁的專有充電器和專有 USB-C 數據線來利用廣告宣傳的充電率。電力通過電纜以 20V 電壓提供，並在手機內部轉換為 10V。[29]

## 芯片產品列表

### 马里亚纳芯片系列
MariSilicon X，該公司的第一顆自研技術芯片，初代采用6nm制程工艺，屬於移动端独立NPU，著重在影像垂直链路的整合，打破算法、芯片与传感器之间长期存在的协同问题。由成立于2019年的ZEKU公司研製。OPPO並稱在研芯片不只一種，但也不會冒進太多產品的開發，會選擇一步一步推進需要。2023年5月12日，OPPO宣布解散芯片研发团队哲库科技（ZEKU），中止马里亚纳系列芯片的后续研发，相关网站也一同下线。

### 马里亚纳® MariSilicon X简介

#### 芯片级4K夜景视频
马里亚纳 MariSilicon X拥有强大的降噪与动态处理能力，开启AI视频增强，它可在4K清晰度下，消除暗处噪点，保留亮处的细节，让视频每一帧都更加清晰、纯净。

#### 芯片级 4K HDR 视频
马里亚纳@ MariSilicon X可结合传感器性能大幅提升视频动态范围，开启AI视频增强，它可在4K清晰度下，让明暗对比强烈的逆光人像、或高光风景，都能均匀、自然地呈现。其他相机应用拍摄画质升级

#### 其他相机应用拍摄画质升级
除手机相机 App外，马里亚纳 MariSilicon X 大的影像算力，也覆盖了多款海内外主流相机ApP,使用它们拍摄视频与照片时，也能轻松体验到它出众的降噪与动态处理能力

## 代言人
OPPO在特定市場為其手機邀請明星代言人，擴大產品與品牌知名度。
國際
- Lily Aldridge
- Candice Swanepoel
- Neymar Jr.
- Eddie Redmayne

中國大陸
| 时间        | 代言人   | 代言机型                                                                                    |
| ----------- | -------- | ------------------------------------------------------------------------------------------- |
| 2011年      | 李奧納多 | OPPO Find X903                                                                              |
| 2013年      | 陈坤     | OPPO N1                                                                                     |
| 2015-2018年 | 楊冪     | OPPO N3、OPPO R7、OPPO R9、OPPO R11、OPPO R15                                               |
| 2015年至今  | 李易峰   | OPPO N3、OPPO R7、OPPO R9、OPPO R11、OPPO R15、OPPO R17、OPPO Reno3、OPPO Reno4、OPPO Reno5 |
| 2015-2016年 | 鹿晗     | OPPO R7                                                                                     |
| 2016-2017年 | TFBOYS   | OPPO R9、OPPO R11                                                                           |
| 2016年      | 张震     | OPPO R9                                                                                     |
| 2016-2018年 | 楊洋     | OPPO R9、OPPO R11、OPPO R15                                                                 |
| 2017-2020年 | 陳偉霆   | OPPO R11、OPPO R17、OPPO Find X2                                                            |
| 2017-2018年 | 迪丽热巴 | OPPO R11、OPPO R15、OPPO R17                                                                |
| 2017-2018年 | 張一山   | OPPO R11s、OPPO R15                                                                         |
| 2018-2019年 | 杨紫     | OPPO R15                                                                                    |
| 2018年至今  | 王俊凯   | OPPO R15、OPPO R17、OPPO Reno3、OPPO Reno4、OPPO Reno5                                      |
| 2018年      | 郑恺     | OPPO R15                                                                                    |
| 2019-2020年 | 肖战     | OPPO Reno3                                                                                  |
| 2020年至今  | 欧阳娜娜 | OPPO Reno4、OPPO Reno5                                                                      |
| 2020年至今  | 周冬雨   | OPPO Reno5、OPPO Reno6、OPPO Reno7                                                          |
| 2020年      | 春夏     | OPPO Reno5                                                                                  |
| 2020年      | 杨英格   | OPPO Reno5                                                                                  |
| 2021年      | 张子枫   | OPPO Reno6                                                                                  |
| 2021年至今  | 姜文     | OPPO Find X3                                                                                |
| 2021年至今  | 倪妮     | OPPO Find X3                                                                                |

台灣
- 田馥甄 (Hebe Tien) (2016年至2018年）
- 吳慷仁 (2017年11月）
- 蕭敬騰 (Jam Hsiao) (2018年至2020年）
- 吳卓源 (Julia Wu) (2019年至2021年）
- 許光漢 (Greg Hsu) (2022年至今）
- 周杰倫OPPO R11 (2017年)

新加坡
- 王冠逸 (Lawrence Wong)

馬來西亞
- Neelofa
- 林明禎 (Min Chen)
- 周興哲 (Eric Chou)
- Fattah Amin
- Ayda Jebat
- Zahirah MacWilson（英语：Zahirah Macwilson）

泰國
- Nadech Kugimiya

印度
- Sidharth Malhotra
- Deepika Padukone

印度尼西亞
- Chelsea Islan

菲律賓
- Joshua Garcia
- Julia Barretto

日本
- 指原莉乃（OPPO Reno A）

越南
- 山松

## 評價

### 正面評價
從2011年發佈第一款智能手機開始不到五年時間，OPPO由中國手機市場份額前十開外火速躍升至中國國內一線陣營，渠道和營銷被認為是OPPO（及其相似品牌vivo）成功的兩大利器。一方面，OPPO在市場流行小米的互聯網模式時反其道而行之，將重點放在中國國內實體店線下渠道，特別是三四線城市以下市場，銷售網絡甚至深入到鄉鎮級手機零售店，最高峰時在全國擁有超過25万家店面。另一方面，面向年輕顧客群體投放巨量營銷費用，主打“潮流時尚”形象，邀請當紅明星擔任代言人，斥巨資冠名中國國內知名綜藝節目和晚會，並將營銷重點放在年輕用戶關心的外觀、充電、拍照等功能。

### 負面評價
由於渠道及營銷花費不菲，與其他品牌配置相當的手機相比，OPPO手機定價往往高出三分之一甚至更多，被部分用戶認為是“低配高价、高配天價”。而OPPO對此的策略是增設了走性價比的K系列及獨立子品牌realme真我系列。

## 争议
2017年，OPPO当地一名中華人民共和國籍员工撕毁印度国旗并将其扔进垃圾箱，引发了抗议活动，OPPO被迫停止诺伊达工厂的生产。随后OPPO在印度旁遮普省的客服团队因“印度人都是乞丐”的言论而大规模辞职。

## 外部連結
- 官方网站